# Mongolia na Mistrzostwach Świata w Lekkoatletyce 2009
Mongolia na Mistrzostwach Świata w Lekkoatletyce 2009 – reprezentacja Mongolii podczas czempionatu w Berlinie liczyła 2 zawodników, którzy startowali w maratonie kobiet i mężczyzn.

## Występy reprezentantów Mongolii

### Mężczyźni
- Maraton
  - Ser-Od Bat-Ochir z wynikiem z czasem 2:17:22 ustanowił swój najlepszy wynik w sezonie i zajął 29. miejsce.

### Kobiety
- Maraton
  - Luvsanlkhündegiin Otgonbayar nie ukończyła biegu.